# 票田のトラクター
『票田のトラクター』（ひょうでんのトラクター）は、ケニー鍋島の原作、前川つかさの作画による日本の漫画。シリーズ化され、『票田のトラクター』、『新票田のトラクター』、『票田のトラクター 五輪見参』の3作が描かれている。

## 概要
原作者のケニー鍋島とは小沢一郎に近い政治ジャーナリスト渡辺乾介であり、渡辺が政界で見聞きしたことをフィクションの形で残すために作られた政治漫画である。第1作は『ビッグコミックオリジナル』（小学館）、以後は『週刊ポスト』（同）に連載された。単行本はいずれも小学館のビッグコミックスレーベルから刊行されている。
この作品のメインテーマは2つある。ひとつは中選挙区下での選挙の戦い方。もうひとつは、政権党の派閥政治の内幕と分裂、政界再編などの中央政局に関する話である。前期は前者の話題が多く、中期以降は後者のテーマが多くなる。主人公である筒井五輪のモデルは高橋嘉信（小沢一郎の秘書、のち衆議院議員）である。中野元総理や宮原元総理等のように実在の政治家をモデルとしたと思われる大物政治家が登場する。終盤はネタ切れのためか、実際の政局を後追いした内容が多くなっている。
『レッツ・ゴー!永田町』としてテレビドラマ化された。

## 登場人物

### 主要人物
筒井五輪　
主人公。東京五輪の開催された1964年に中京市中町にある筒井印刷の次男坊として生まれる。
東京の三流大学を卒業後、金貸しをしながらブラブラしていたが、稲山後援会の役員を務める父親の勧めで稲山事務所に入る。その後は、持ち前の度胸と機転を見込まれ、稲山の第一秘書となり政界の裏舞台で活躍。
口癖は「こりゃ、やめられねーづらよ」（語尾に「づら」「づらよ」と付けるのは東海東山方言の特徴のひとつ）。高橋嘉信をモチーフに創作されたキャラクター。愛称は「五輪ちゃん」。
稲山一郎　
稲山賢三（稲山建設会長）の長男で、元中村茂秘書。衆議院中京県選挙区（中京２区）から立候補し当選。中村の側近として頭角を現す。小沢一郎をモチーフに創作されたキャラクター。

### 昭和会（民自党中村派）関係者
中村茂
県会議員出身の党人派議員。昭和会会長、党幹事長として党の実権を握る。竹下登をモチーフに創作されたキャラクター。
早瀬剛　
中村茂秘書。五輪に秘書道を叩き込んだ師匠。青木伊平をモチーフに創作されたキャラクター。
堀塚ひろし
昭和会のナンバー2の長老議員。金丸信をモチーフに創作されたキャラクター。
伝間孝太郎
福仙２区選出の昭和会若手代議士。稲山とは盟友でありライバル。羽田孜・熊谷弘・奥田敬和・鹿野道彦など複数の人物を断片的モチーフに創作されたキャラクター。

### 稲山一郎後援会（稲友会）関係者
花山泰造
「花山鉄鋼」社長。連合後援会長。
立浪耕吉
「立浪セメント」社長。中京市後援会長・連合後援会副会長。
落合正蔵
「落合運送」社長にして郡部後援会長・連合後援会副会長。温和な性格。稲山、五輪が最も信頼を置く人物の一人。

### 筒井家
筒井靖子（旧姓：森口）
稲山事務所に勤務していたが、五輪の猛烈なアタックにより結婚する。
筒井太郎
五輪と靖子の長男。
筒井安保
五輪の兄、名前の読みは「やすお」。家業の印刷屋を継いでいる。安保闘争が続いていた1960年生まれ。
筒井万博
五輪の弟、名前の読みは「かずひろ」。弁護士。大阪万博が開催された1970年生まれ。

## 単行本
小学館（ビッグコミックス）刊
- 票田のトラクター
  1. 金を撃て票をとれ （1989年8月） ISBN 4091820611
  2. 野党を抱き込め （1990年3月） ISBN 409182062X
  3. 国会の怪物たち （1990年9月） ISBN 4091820638
  4. 票田買い （1991年2月） ISBN 4091820646
- 新票田のトラクター
  1. 政界ウラ技48手編 （1992年11月） ISBN 4091831311
  2. 助川運輸疑惑発覚 （1993年3月） ISBN 409183132X
  3. 熾烈なる謀略合戦 （1993年11月） ISBN 4091831338
  4. 大分裂前夜 （1994年6月） ISBN 4091831346
  5. 政略の攻防 （1995年2月） ISBN 4091831354
  6. 逆転の罠 （1995年9月） ISBN 4091831362
  7. 政権党分裂 （1996年4月） ISBN 4091831370
  8. 新党の攻防 （1996年11月） ISBN 4091831389
  9. 永田町騒乱 （1998年1月） ISBN 4091831397
  10. 群雄割拠 （1998年4月） ISBN 4091831400
  11. 侵略の構図 （1999年2月） ISBN 4091853110
  12. 生簀の陣取り （1999年4月） ISBN 4091853129
  13. 政治は死せず （1999年6月） ISBN 4091853137
- 票田のトラクタ－五輪見参
  1. 反逆のドグマ （2001年9月） ISBN 4091863914
  2. 生殺与奪 （2001年9月） ISBN 4091863922
  3. LIVE永田町 （2002年6月） ISBN 4091863930
  4. 官房機密費強奪作戦 （2003年1月） ISBN 4091863949
  5. 総理大臣の正体 （2003年6月） ISBN 4091863957
  6. 政治生命危機一髪 （2004年1月） ISBN 4091863965